# Уте Ґевеніґер
Уте Ґевеніґер  (нім. Ute Geweniger, 24 лютого 1964) — німецька плавчиня, олімпійська чемпіонка.

## Виступи на Олімпіадах
| Олімпіада   | Дисципліна                    | Місце |
| ----------- | ----------------------------- | ----- |
| Москва 1980 | плавання на 100 метрів брасом | 1     |
| Москва 1980 | плавання на 200 метрів брасом | 6     |
| Москва 1980 | комплексна естафета 4 × 100   | 1     |